# Miss Waldrons Roter Stummelaffe
Miss Waldrons Roter Stummelaffe (Piliocolobus waldronae) ist eine Art der Primaten aus der Gruppe der Stummelaffen, die in Westafrika heimisch ist. Seit 1978 wurden offiziell keine Exemplare mehr gesichtet, weswegen die Art im Jahre 2000 für ausgestorben erklärt wurde. Jedoch geben neue Belege zu der Vermutung Anlass, dass eine sehr kleine Anzahl dieser Affen in der südöstlichen Ecke der Elfenbeinküste überlebt haben könnte. Die Rote Liste gefährdeter Arten der IUCN listet diesen Affen als „vom Aussterben bedroht“.

## Beschreibung
Miss Waldrons Roter Stummelaffe erreicht eine Kopf-Rumpf-Länge von 45 bis 67 cm (Männchen) bzw. 42 bis 52 cm (Weibchen), eine Schwanzlänge von 56 bis 67 cm und ein Gewicht von 5,5 bis 6,3 kg. Die Art ist damit deutlich kleiner als der Westafrikanische Stummelaffe (P. badius). Die Kopfoberseite, der Nacken, die Schultern, der Rücken und der Schwanz sind schwarz, die Gliedmaßen und die Bauchseite rotbraun. Das Gesicht ist schieferblau, die Lippen rosig. Die Nase ist flach. Vom Miss Waldrons Roten Stummelaffen existieren keine bestätigten Fotos.

## Lebensweise
Miss Waldrons Roter Stummelaffe lebt bzw. lebte in großen Familiengruppen von 20 Tieren oder mehr. Sie sind soziale und hochklingende Tiere, die häufig über laute Rufe, Gekreisch oder Geschnatter kommunizieren. Früchte, Samen, Blüten und Blätter machen die hauptsächliche Nahrungsquelle des Miss Waldrons Roten Stummelaffen aus.

## Lebensraum
Miss Waldrons Roter Stummelaffe lebte sympatrisch mit dem Weißbart-Stummelaffen (Colobus polykomos) in hohen Regenwäldern in Ghana und der Elfenbeinküste zwischen den Flüssen Bandama und Volta. Eine Restpopulation könnte im ivorischen Tanoé-Ehy Forest existieren.

## Aussterben
Miss Waldrons Roter Stummelaffe ist der erste Primat, der im 20. und 21. Jahrhundert für ausgestorben erklärt wurde. Er wurde häufig wegen des Bushmeat gewildert, ohne dass die lokalen Regierungen dagegen vorgingen. Die Lebensraumzerstörung spielte ebenfalls eine Rolle. Der Gemeine Schimpanse jagt häufig den Westafrikanischen Stummelaffen, was ebenfalls zur Abnahme dieser Unterart beigetragen haben könnte.
In den letzten Jahren gab es eine ausgiebige Diskussion, ob Miss Waldrons Roter Stummelaffe wirklich ausgestorben ist. Eine Reihe von Urwald-Expeditionen, geleitet von der Wildlife Conservation Society zwischen 1993 und 1999, brachten keinen Beleg für den Fortbestand dieses Tieres. Ein Jahr später wurde die Art für ausgestorben erklärt.
In den vergangenen Jahren hat jedoch der Primatologe W. Scott McGraw von der Ohio State University während seiner Expeditionen zur Elfenbeinküste Belege für die weitere Existenz dieses Affen gesammelt. Im Jahre 2000 erhielt McGraw einen schwarzen Affenschwanz. Die DNA-Analyse belegte, dass er von einem roten Stummelaffen stammt. Der Jäger, der McGraw den Schwanz gab, behauptete, dass er den Affen im Vorjahr geschossen hatte.
Im Jahre 2001 erhielt McGraw von einem Jäger aus der Elfenbeinküste ein Stück rötliche Affenhaut, von der angenommen wird, dass sie vom Miss Waldrons Roten Stummelaffen stammt. Im selben Jahr erhielt McGraw ein Foto, das vermutlich ein getötetes erwachsenes Exemplar zeigt. Auch Experten, die die Fotografie überprüft hatten, äußerten die Vermutung, dass es sich bei dem Affen auf dem Foto um Miss Waldrons Roten Stummelaffen handeln könnte.

## Systematik
Miss Waldrons Roter Stummelaffe wurde im Dezember 1933 von Willoughby Prescott Lowe, einem britischen Museumssammler, entdeckt, der acht Exemplare von diesem Tier schoss. Lowe benannte die Art nach der Museumsangestellten Miss Fanny Waldron, die vermutlich seine Feldassistentin war. Wissenschaftlich beschrieben wurde die Art im Jahr 1936 durch den britischen Zoologen Robert William Hayman als eine Unterart des Westafrikanischen Stummelaffen (Piliocolobus badius). Untersuchungen der mitochondrialen DNA zeigen allerdings, dass die Art eine systematisch eher isolierte Linie darstellt, welche sich vor etwa 3 Millionen Jahren von den übrigen Roten Stummelaffen trennte. In neueren Veröffentlichungen wird sie daher als eigenständige Art angesehen.